# Los enanos (novela)
Los enanos es una novela escrita por Concha Alós que obtuvo el premio Planeta en 1962.  

## Contexto
Después de la guerra civil y los difíciles años cuarenta, los premios literarios comenzaron a ganar relevancia. Estos premios surgieron como una fuerza importante para revitalizar la novela española, con el objetivo de reactivar el mercado del libro, mejorar la publicidad y la difusión de las obras, y atraer a más lectores.
El Premio Planeta es un galardón literario creado en 1952 por José Manuel Lara Hernández, fundador de la editorial Planeta. Su objetivo principal era promover a los escritores de lengua castellana en un mercado literario dominado por autores anglosajones. Desde sus inicios, el premio ha jugado un papel importante en la profesionalización de la escritura, ya que los ganadores suelen recibir una gran atención mediática que los convierte rápidamente en autores populares. En sus primeros años, se estableció como un premio muy relevante, considerado casi imprescindible tanto para leer como para regalar.
En una entrevista de 1982 en Radio Miramar, Alós compartió con la periodista Julia Otero su visión sobre los premios literarios y su impacto en su carrera. Expresó que siempre tuvo claro que los premios eran fundamentales para avanzar en su trayectoria como escritora, afirmando que era la única manera que vio para lograrlo.
Mientras Alós residía en una pensión cerca de las Ramblas en Barcelona y trabajaba como maestra y niñera, comenzó a escribir una novela ambientada en otra pensión de la misma ciudad, llamada Pensión Eloísa. Esta obra estaba destinada a titularse Las ratas. Su experiencia en la pensión y su entorno laboral influyeron en su proceso creativo, reflejando la vida en esos espacios. Sin embargo, no pudo utilizar este título ya que Miguel Delibes acababa de publicar Las ratas.
Envió varias copias del manuscrito a diferentes premios literarios. Una fue enviada al Premio Nadal con el título Los enanos; otra, con el mismo título, se envió al Premio Planeta; una última al Premio Selecciones de Lengua Española, de la editorial Plaza y Janés, pero esta vez bajo el título El sol y las bestias.
En 1974, Alós adaptó parcialmente la novela en un guion para Televisión Española en formato de telenovela, estrenada el 24 de junio, con el título La caída. Fue realizada por Sergi Schaaff.

## Sinopsis
La novela se centra en los cuartos y pasillos de una pensión en Barcelona durante los años cincuenta, un escenario que refleja la diversidad y las dificultades de la España de la posguerra. A través de las experiencias de los huéspedes, se exploran las miserias y luchas de aquellos que fueron olvidados tras la guerra. La protagonista, María, destaca entre las voces del lugar, ya que narra su vida a través de un diario, ofreciendo una realidad alternativa que la aleja de la atmósfera opresiva de la pensión, donde se entrelazan la solidaridad y la envidia. Es una obra que invita a reflexionar sobre la condición humana en tiempos difíciles.
Creó sus personajes con un fuerte realismo documental, vinculados a los derrotados, con una prosa con adjetivos llenos de pesimismo y miseria. La novela enlaza con Nada de Carmen Laforet, escrita dos décadas antes y La colmena de Camilo José Cela.

## Reconocimiento
La novela obtuvo el Premio Planeta en 1962 pero la autora hubo de renunciar por haber firmado previamente con la editorial Plaza y Janés, que la había rechazado por sus "tendencias socialistas". Sin embargo, Plaza y Janés hizo valer el acuerdo cuando se enteraron de que iba a recibir el premio Planeta de 1962.